# Johann (Nassau-Idstein)

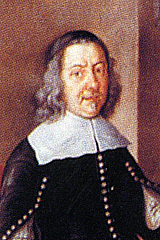
Graf Johann
von Nassau-Idstein

Johann von Nassau-Idstein (* 24. November 1603 in Saarbrücken; † 23. Mai 1677 in Idstein) war Graf von Nassau-Idstein und protestantischer Regent.

## Leben
Seine Eltern waren Graf Ludwig II. von Nassau-Weilburg († 8. November 1627 in Saarbrücken) und Landgräfin Anna Maria von Hessen-Kassel (1567–1626). (Vorfahren) Sein Vater hatte 1605 den gesamten Walramischen Besitz vereinigt: Saarbrücken, Weilburg und Idstein.
Sein Bruder war Wilhelm Ludwig. Nach der Erbteilung erhielt Wilhelm Ludwig am 29. Januar 1629 in Ottweiler die Grafschaft Saarbrücken, das Amt Ottweiler, die Vogtei Herbitzheim, und die Gemeinschaft Wellingen. Johann erhielt die Herrschaft Idstein, Wiesbaden und Sonnenberg. Das Land seiner beiden jüngeren Brüder, Wehener Grund und Amt Burgschwalbach, blieb vorerst unter Wilhelm Ludwigs Verwaltung.
Kurz darauf wurde der Besitz der Brüder durch das Restitutionsedikt vom 2. März 1629 gefährdet, da die Kurfürsten von Mainz und Trier Ansprüche auf die seit dem Passauer Vertrag (1552) eingezogenen Kirchengüter erhoben. Am 7. Juli 1629 entschied das Reichskammergericht in dem Streit zwischen Lothringen und Nassau, dass Stadt und Burg Saarwerden, Bockenheim und Wiebersweiler als Metzer Lehen an Lothringen herausgegeben werden sollten, der Rest der Grafschaft sollte bei Nassau verbleiben.
1629 heiratete er Sibylle Magdalene von Baden-Durlach (* 21. Juli 1605, † 26. Juli 1644 in Straßburg), Tochter von Georg Friedrich, Markgraf von Baden-Durlach und Gräfin Juliane Ursula von Salm, Wild- und Rheingräfin zu Neufville.
1630 begannen Hexenverfolgungen auf seinem Gebiet. Johann wies die Pfarrer an, gegen das Hexenunwesen zu predigen.
Als zum Jahresende der Schwedenkönig Gustav Adolf an den Rhein kam, stellten Wilhelm Ludwig, Johann und seine Brüder sich diesem zur Verfügung und erklärten damit ihrem Kaiser den Krieg.
Nachdem König Gustav Adolf am 16. November 1632 gefallen war, verbanden sich die drei Grafen auf der Zusammenkunft der protestantischen Stände in Heilbronn mit dem schwedischen Reichskanzler Axel Oxenstierna.
Am 24. November 1632 war sein jüngster Bruder Graf Otto gestorben und am 11. Dezember Graf Ernst Casimir mündig geworden, und so wurde neu geteilt: Ernst Casimir wählte die Ämter Weilburg, Gleiberg, Merenberg, Kirchheim und Stauf. Das Amt Usingen und das Stockheimer Gericht teilten die Brüder sich.
Am 5. September 1633 unterzeichnete Graf Johann von Nassau-Idstein das Bündnis mit Frankreich gegen den Kaiser.
In Frankfurt verglichen sich die nassauischen Brüder 1634 mit den Herren von Geroldseck über ihre Besitzrechte auf Lahr.
Nach Niederlagen Schwedens und seiner Verbündeten entzog Kaiser Ferdinand Johann und seinen Brüdern ihre Länder. Am 30. Mai 1635 hatten eine Reihe von Reichsständen, darunter Kurbrandenburg und Kursachsen, den Prager Frieden geschlossen und hierbei waren die Nassauer Grafen ausdrücklich ausgeschlossen worden. Johann wählte Straßburg zum Exil. Im November 1635 erschien in den Nassauer Landen der kaiserliche Kommissar Bertram von Sturm und erklärte die drei Brüder ihrer Grafschaften und ihres und allen Besitzes verlustig.
Bis 1646 herrschen in Idstein Hunger, Seuchen und Soldatenwillkür.
1644 starb Gräfin Sibylla Magdalena mit 39 Jahren. Graf Johann schloss am 6. Dezember 1646 in Straßburg eine zweite Ehe mit Gräfin Anna von Leiningen-Dagsburg-Falkenburg (* 25. Mai 1625 Dagsburg; † 24. Dezember 1668 in Idstein), Tochter von Graf Philipp Georg zu Leiningen-Dagsburg-Falkenburg und Gräfin Anna zu Erbach und kehrte nach Idstein zurück.
Als 1653 der älteste Sohn katholisch wurde, verstieß Johann ihn. 1658 begann die Hexenverfolgung im Land Nassau unter Amtmann Plebanus.
1665 wurde sein jüngster Sohn Georg August Samuel geboren, sein späterer Nachfolger. Im Jahr darauf begannen die Arbeiten an der Idsteiner Kirche. Die Pest wütete in Idstein. Bereits 1668 starb Gräfin Anna mit 43 Jahren. 1672 bemühte sich Johann um die Reichsfürstenwürde.

## Hexenverfolgungen in Idstein
1676/1677 wurden  auf Initiative des Grafen Johann Hexenverfolgungen in Idstein durchgeführt, die mit seinem Tod im Alter von 74 Jahren am 23. Mai 1677 endeten. Anders als in anderen Gegenden war die Idsteiner Bevölkerung wenig an der Verfolgung der Zauberei angeklagter Personen interessiert. Fanatische Prediger, wie die Pfarrer aus Heftrich oder Burgschwalbach, schürten die Ängste der Bevölkerung erst an; die Person des Grafen blieb jedoch dominierend bei diesem Geschehen. Er ordnete jeden Schritt, den seine Beamten unternahmen, selbst an, und ihm musste über jeden Vorgang genauestens berichtet werden. Insgesamt wurden 51 Personen der Hexerei angeklagt. Zwischen dem 3. Februar 1676 und dem 31. März 1677 wurden in Idstein 39 Personen wegen Hexerei hingerichtet, 31 Frauen und 8 Männer, darunter  Cäcilie Zeitlose Wicht, Frau des Pfarrers Johannes Wicht aus Heftrich, und Elisabeth Hoffmann, Frau des Pfarrers in Sonnenberg. Die Opfer wurden 2014 durch das Stadtparlament Idstein einstimmig moralisch-sozialethisch rehabilitiert.

## Nachfolge
Graf Johann schilderte in seinem „Politischen Testament“ das Regentenamt als eine Aufgabe, für deren Erfüllung ein Regent später vor Gott Rechenschaft ablegen muss. Der neue Herr und Vormund des erst zwölfjährigen Erbfolgers wurde dessen Onkel mütterlicherseits, Graf Johann Casimir von Leiningen (1619–1688), der die Hexenjagd umgehend einstellen ließ.

## Nachkommen

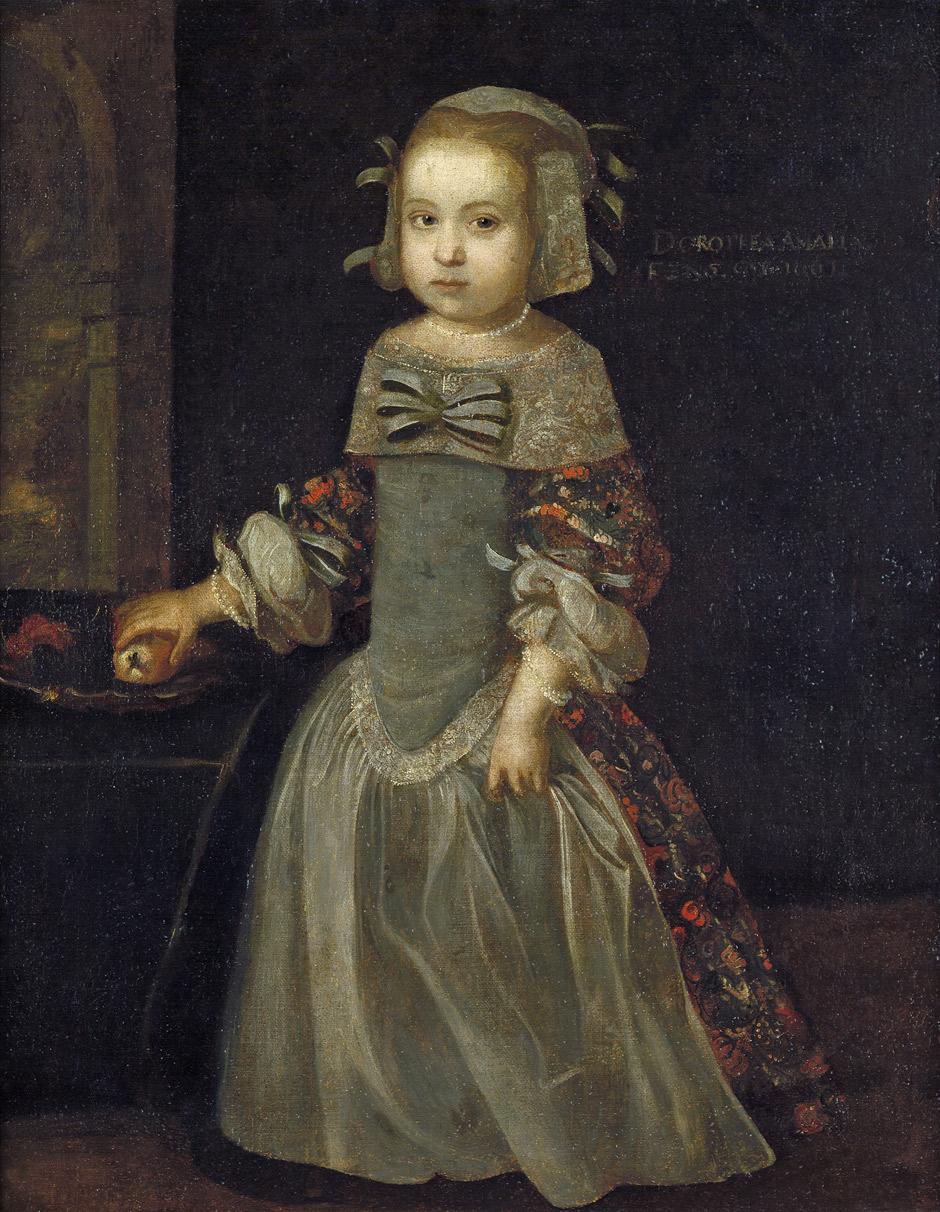
Dorothea Amalia (* 1661) als Kind

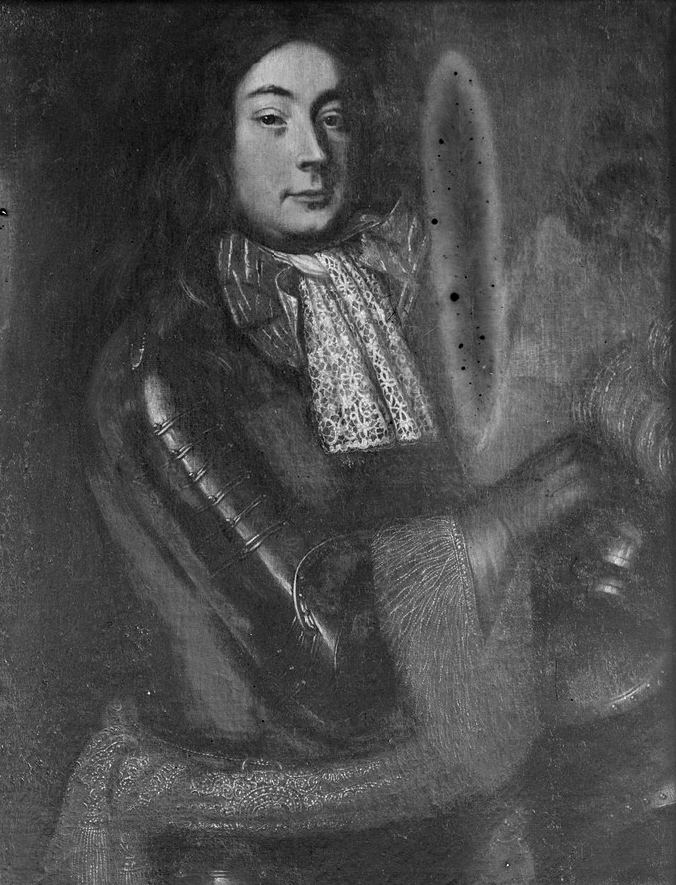
Georg August, der einzige Graf Johann überlebende Sohn

Mit seinen beiden Gemahlinnen hatte er insgesamt 25 Kinder. Nur zwei Töchter und ein Sohn überlebten den Vater.
Davon seien hier genannt:
1. Anna Ottilie (1630–1632)
2. Gustav Adolf (1632–1664, gefallen)
3. Ludwig Friedrich (1633–1656)
4. Bernhardine Sophie (1634–1642)
5. Johann (1638–1658)
6. Sabine Juliane (April 1639 – 2. Oktober 1639)
7. Karl (1649–1651)
8. Christine Elisabeth (1651–1676)
9. Eleonore Luise (1653–1677)
10. Ernestine (1654–1655)
11. Georg Wilhelm (1656–1657)
12. Johannette (1657–1733) ⚭ 1680 Graf Christian Ludwig von Waldeck (1635–1706)
13. Sibylle Charlotte (1658–1660)
14. Dorothea Amalie (1661–1740) ⚭ 1679 Graf Ludwig Friedrich von Wied zu Dierdorf (1656–1709)
15. Philipp Ludwig (1662–1664)
16. Georg August (1665–1721) ⚭ 1688 Prinzessin Henriette Dorothea zu Oettingen-Oettingen (1672–1728), Tochter von Fürst Albrecht Ernst I. (1642–1683)